# Welcome Home (альбом ’Til Tuesday)
| Оценки критиков | Оценки критиков |
| Источник        | Оценка          |
| --------------- | --------------- |
| AllMusic        | [ 1 ]           |

Welcome Home — второй студийный альбом американской группы ’Til Tuesday, выпущенный в 1986 году на лейбле Epic Records. Он имел положительные отзывы музыкальной критики, смог занять 49 строчку в Billboard 200 и получил золотую сертификацию RIAA в США.

## Список композиций
1. «What About Love» (Эйми Манн) — 3:56
2. «Coming Up Close» (Эйми Манн) — 4:40
3. «On Sunday» (Майкл Хаусман, Роберт Холмс, Эйми Манн, Джои Пеше) — 4:06
4. «Will She Just Fall Down» (Эйми Манн) — 2:49
5. «David Denies» (Майкл Хаусман, Роберт Холмс, Эйми Манн, Джои Пеше) — 4:50
6. «Lovers' Day» (Эйми Манн, Джои Пеше) — 4:19
7. «Have Mercy» (Эйми Манн) — 4:55
8. «Sleeping and Waking» (Майкл Хаусман, Роберт Холмс, Эйми Манн, Джои Пеше) — 3:24
9. «Angels Never Call» (Эйми Манн) — 3:40
10. «No One Is Watching You Now» (Эйми Манн) — 3:52

## Участники
- Эйми Манн — вокал и бас
- Джои Пеше — пианино, синтезатор и фоновый вокал
- Роберт Холмс — гитара и фоновый вокал
- Майкл Хаусман — ударные

## Чарты
| Чарт (1986)         | Высшая позиция |
| ------------------- | -------------- |
| США (Billboard 200) | 49             |

## Сертификации
| Регион                                                      | Сертификация | Продажи  |
| ----------------------------------------------------------- | ------------ | -------- |
| США (RIAA)                                                  | Золотой      | 500 000^ |
| ^ Данные о тиражах приведены только на основе сертификации. |              |          |